# The Wild, the Innocent & the E Street Shuffle
The Wild, the Innocent & the E Street Shuffle è il secondo album in studio del cantautore statunitense Bruce Springsteen, pubblicato dalla Columbia Records nel 1973.
Nel 2003 l'album è stato inserito alla posizione 132 nella lista dei 500 migliori album di tutti i tempi della rivista Rolling Stone e alla posizione 133 nell'aggiornamento del 2012.

## Storia
Dopo alcune sporadiche sedute di registrazione nei primi mesi dell'anno, Springsteen iniziò a lavorare stabilmente sul suo nuovo disco nel maggio del 1973 mentre le vendite di Greetings from Asbury Park, N.J., il suo primo album, andavano a rilento e la fitta attività concertistica rappresentava l'unica fonte di sostentamento per lui e per la sua band. Le registrazioni si svolsero sempre negli economici studi di Blauvelt nello stato di New York già utilizzati l'anno prima. Nel frattempo Springsteen stava perdendo gran parte dell'appoggio della sua casa discografica, in parte per l'insuccesso di Greetings, ma anche perché aveva perso i suoi principali referenti all'interno della Columbia Records. Il presidente Clive Davis era stato licenziato a fine maggio con la pesante accusa di aver utilizzato fondi aziendali per fini personali, mentre il talent scout John Hammond fu costretto a rallentare la sua attività per motivi di salute. In più Springsteen si era inimicato parte dei discografici dopo un disastroso spettacolo nel corso di una convention della Columbia durante la quale si erano esibiti alcuni dei principali artisti dell'etichetta.
Le registrazioni proseguirono per tutta l'estate inframezzate all'attività concertistica svolta prevalentemente in piccoli club, quasi sempre di notte per risparmiare sui costi dello studio di registrazione. Il ritorno del tastierista David Sancious, riunitosi alla band alla fine di maggio e assente alla prime sedute di registrazione, fece sì che la musica del nuovo disco si discostasse decisamente da quello del primo, una presa di distanza dall'idea di Springsteen come "nuovo Dylan" che era stato uno dei fattori ambigui che avevano contribuito a decretare l'insuccesso di Greetings. L'ampia formazione musicale di Sancious, il musicista tecnicamente più dotato tra i collaboratori di Springsteen all'epoca, portò nella musica accenni di jazz e persino di musica classica. Le nuove canzoni di Springsteen rivelavano quanto imparato nel lungo apprendistato live: lunghe composizioni dalla struttura complessa, piene di stacchi e variazioni sul tema, impreziosite dagli assoli di chitarra del leader e di organo di Sancious. Nei primi mesi del 1973 Springsteen aveva fatto esordire nei concerti alcune nuove canzoni espressamente pensate per essere suonate dal vivo col suo gruppo. Tra queste Rosalita (Come Out Tonight), brano festaiolo che divenne uno dei pezzi più importanti dei concerti per molti anni, e Thundercrack che però fu esclusa dall'album. Ma anche ballate melodiche come 4th of July, Asbury Park (Sandy) e la lunga New York City Serenade. La nuova direzione musicale fu subito resa evidente con la canzone che apre il disco, The E Street Shuffle, brano dal deciso suono rhythm and blues e che è dichiaratamente ispirato a The Monkey Time, classico del genere composto da Curtis Mayfield, e portato al successo del 1963 da Major Lance.

## Accoglienza
L'album fu pubblicato senza nessun singolo promozionale, anche per la lunghezza della maggior parte delle canzoni, inadatta alla diffusione su 45 giri, e con una scarsa attività promozionale da parte della casa discografica che arrivò, in alcuni casi, a boicottarlo presso i negozi di dischi e le radio in favore di altri artisti della propria scuderia, come Billy Joel e Boz Scaggs, considerati maggiormente commerciali. Fu invece apprezzato dalla critica musicale dell'epoca che non mancò di avvicinare Springsteen a Van Morrison, a Elvis Presley, al rock di Bob Dylan degli anni sessanta, alla musica della Motown e della Stax, alle produzioni di Phil Spector e Roy Orbison.
Negli anni successivi le vendite del disco continuarono lentamente, ma inesorabilmente, a crescere insieme alla reputazione di Springsteen finché, nel pieno della campagna promozionale organizzata dalla Columbia Records per Born to Run, il 26 luglio del 1975 entrò nella classifica degli album più venduti di Billboard raggiungendo qualche mese dopo la posizione n° 59 insieme al precedente album, Greetings from Asbury Park, N.J., che raggiunse la posizione n° 60.

## Tracce
Testi e musiche di Bruce Springsteen; edizioni musicali Laurel Canyon Music Ltd.
Lato A
1. The E Street Shuffle – 4:31
2. 4th of July, Asbury Park (Sandy) – 5:36
3. Kitty's Back – 7:09
4. Wild Billy's Circus Story – 4:47

Lato B
1. Incident on 57th Street – 7:45
2. Rosalita (Come Out Tonight) – 7:04
3. New York City Serenade – 9:55

## Formazione
- Bruce Springsteen – voce, chitarre, armonica a bocca, mandolino, percussioni
- Clarence "Nick" Clemons – sassofono, cori
- Garry Tallent – basso, basso tuba, cori
- David Sancious – pianoforte, piano elettrico, clavinet, organo, assolo d'organo in Kitty's Back, arrangiamento d'archi in New York City Serenade, sassofono soprano  in The E Street Shuffle, cori
- Danny Federici – fisarmonica, pianoforte in  Incident on 57th Street, organo in Kitty's Back, cori
- Vini Lopez – batteria, glockenspiel, cornetta in The E Street Shuffle, cori
- Albany "Al" Tellone – sassofono baritono in The E Street Shuffle
- Richard Blackwell – congas, percussioni
- Suki Lahav (non accreditata) – cori in 4th of July, Asbury Park (Sandy)[17]

### Produzione
- Mike Appel, Jim Cretecos – produzione
- Louis Lahav – tecnico del suono
- Jack Ashkinazy – remissaggio per le edizioni su CD
- John Berg, Teresa Alfieri – design
- David Gahr – fotografia

## Edizioni
- 1973 – LP, Columbia Records KC 32432
- 1986 – CD, Columbia Records CK 32432
- 2014 – The Album Collection Vol. 1, 1973-1984, CD (x8), Legacy Recordings Columbia Records 88875014142, cofanetto con l'edizione rimasterizzata digitalmente
- 2015 – The Album Collection Vol. 1, 1973-1984, LP (x8), Legacy Recordings Columbia Records 888750141514, cofanetto con l'edizione rimasterizzata digitalmente

## Classifiche
| Anno | Classifica    | Posizione massima |
| ---- | ------------- | ----------------- |
| 1975 | Billboard 200 | 59                |

## Canzoni scartate
Come avvenuto per tutti i suoi dischi, Springsteen provò e registrò diverse canzoni che poi non furono incluse nella scaletta finale del disco, insieme a varsioni embrionali di quelle poi pubblicate. Alcune di queste registrazioni furono poi diffuse attraverso dischi pirata e bootleg e altre non sono mai apparse in pubblicazioni ufficiali.
- Zero and Blind Terry
- Thundercrack
- Seaside Bar Song
- Santa Ana (o Hey Santa Ana)
- The Fever
- Bishop Danced
- You Mean So Much to Me
- Evacuation of the West
- Janey Needs a Shooter
- Song for Orphans
- Tokyo

Solo nel 1998 alcuni brani registrati nel corso del 1973 furono resi disponibili nella raccolta di inediti Tracks (Bruce Springsteen). Si tratta di Santa Ana, Seaside Bar Song, Zero and Blind Terry, Thundercrack e Bishop Danced (in una versione dal vivo). L'anno dopo The Fever fu inclusa nella versione ridotta dell'antologia 18 Tracks.
The Fever, conosciuta inizialmente come (I Got the) Fever for the Girl, scritta nel 1971 e incisa in studio durante le session di The Wild, the Innocent & the E Street Shuffle, fu suonata spesso dal vivo e nelle esibizioni promozionali alla radio sin dal 1973 diventando un momento importante dei concerti del 1978 e una delle canzoni inedite di Spingsteen più note anche grazie al mercato dei dischi pirata. Alla fine del 1973 Mike Appel e Jim Cretecos fecero produrre alcuni acetati e dei nastri con la canzone che furono distribuiti ai più influenti disc jockey radiofonici per mantenere vivo l'interesse su Springsteen, ottenendo un certo successo che aiutò la carriera del cantautore. La canzone fu poi donata da Springsteen all'amico Southside Johnny per il suo primo album I Don't Want to Go Home del 1976, prodotto da Steven Van Zandt, che contiene anche You Mean So Much to Me cantata da Ronnie Spector. Il gruppo vocale femminile The Pointer Sisters incise la canzone col titolo (She Got) The Fever per l'album Priority del 1979, dopo aver avuto grande successo con Fire, altra canzone di Spingsteen, l'anno prima.
Janey Needs a Shooter fu composta nel 1972, ma in una versione primordiale faceva già parte del repertorio della Bruce Springsteen Band sin dal 1971; fu incisa in studio nel gennaio del 1973 per solo pianoforte senza però essere presa in considerazione per il successivo album. Fu poi ripresa con parecchie modifiche e con il titolo Jeannie Needs a Shooter dal cantautore Warren Zevon nel suo album Bad Luck Streak in Dancing School del 1980. Springsteen la registrò nel 2020 per il suo album Letter to You. Per lo stesso album Springsteen incise nuovamente Song for Orphans, canzone che fu fatta sentire al suo futuro manager Mike Appel nel novembre del 1971 durante il loro primo incontro. In seguito Springsteen la suonò saltuariamente durante i concerti per la promozione del suo primo disco nel 1972 e nel 1973 la incise in studio ma senza poi includerla per il suo secondo disco; in seguito fu anche presa in considerazione per Born to Run uscito nel 1975 Dimenticata per oltre trent'anni, a sorpresa Springsteen la eseguì nel 2005 in due concerti a Trenton nel New Jersey durante le tappe finali del Devils & Dust Tour.